# Falç i martell

La falç i el martell a la bandera de l'URSS.

La falç i el martell (Unicode: "☭") és un símbol emprat per representar el comunisme. Es pot veure, per exemple, al logotip del Partit Comunista d'Espanya (PCE) i al del PSUC.
Aquestes dues eines representen els treballadors i el treball. La falç representa el camperol i el martell l'obrer industrial. És un símbol que fa referència a l'smitxka, el pacte entre camperols i obrers pel qual Lenin advocà a les Tesis d'Abril.
Es feia servir a la bandera de l'antiga Unió Soviètica.

## Ús a l'URSS i Rússia
Des del 1917 la falç i el martell (en rus, серп и молот, "serp i molot") va ser un dels símbols de la Unió de Repúbliques Socialistes Soviètiques. Inicialment apareixia a l'escut d'armes de la RSFSR, havent-se declarat a la unió de treballadors i camperols com la base de l'Estat. Formava part també dels símbols de l'Exèrcit roig creat l'any 1918.
Més tard va aparèixer a la bandera de la Unió Soviètica, adoptada el 1923 i acabada a la Constitució soviètica de 1924. A les banderes de les repúbliques socialistes soviètiques va aparèixer després del 1924. Abans d'això, les banderes de les repúbliques soviètiques eren totalment vermelles, amb el nom de la república respectiva escrit en lletres daurades, tal com ho estipulava la Constitució soviètica de 1918.
- L'escut d'armes de la Unió Soviètica conté a la falç i el martell, que també apareixien als uniformes de l'exèrcit, medalles i a altres llocs.
- La falç i el martell, combinats amb un parell d'ales estilitzades, eren usades per l'aerolínia de bandera de l'URSS, Aeroflot. L'Aeroflot de la Federació Russa continua usant el símbol.
- La planta metal·lúrgica de Moscou es diu Serp i Molot.
- Serp i Molot es diu una estació ferroviària entre Moscou i Nijni Nóvgorod (Gorki entre 1923 i 1990).

Els partits comunistes afiliats al Kominform (aquells alineats amb l'URSS), així com els seguidors la República Popular de la Xina, van tendir a usar la falç i el martell o dissenys similars a la seva simbologia. No obstant això, fins i tot partits comunistes oposats a tant la Unió Soviètica com a la Xina, van usar tradicionalment la falç i el martell com el seu símbol, algunes vegades amb lleugeres modificacions d'estil. Per això, la falç i el martell es van convertir en el símbol internacional de pràcticament tots els comunistes, independentment de la seva orientació.

## Altres símbols similars

Bandera d'Angola

Bandera de la RDA

Una gran quantitat de símbols tenen similituds d'estil amb la falç i el martell, sense contenir un martell o una falç estrictament parlant. Hi ha exemples d'això a la bandera d'Angola, el logotip del Partit Comunista de la Gran Bretanya, el logotip del Partit Comunista dels Estats Units i a algunes versions del logotip de la Unió de Treballadors Generals i de Transport del Regne Unit.

Variant usada a la IV internacional (trotskistes)

Altres variacions sobre la idea d'eines creuades inclouen el símbol del Partit dels Treballadors Coreans (martell, bolígraf i falç) i en l'antic símbol del Partit Laborista britànic (pala, torxa i aixada). La bandera de la República Democràtica Alemanya contenia un martell i un compàs envoltats per blat, representant així als obrers, intel·lectuals i als camperols.
L'any 1990, quan Nelson Mandela va sortir de la presó, va pronunciar a Ciutat del Cap un discurs al poble Sud-africà des d'una balconada decorada amb la bandera de la falç i el martell.
El Partit Comunista de Guadeloupe utilitza a la seva bandera una lletra "G" que recorda a la falç i el martell.
Algunes faccions de la IV Internacional combinen la falç i el martell amb un nombre cardinal 4, orientant aquestes eines cap a l'esquerra.
En el llenguatge Unicode, el símbol de la falç i el martell es representa amb O+262D (☭)